# Siobhán Donaghy
 (décembre 2022).
Si vous disposez d'ouvrages ou d'articles de référence ou si vous connaissez des sites web de qualité traitant du thème abordé ici, merci de compléter l'article en donnant les références utiles à sa vérifiabilité et en les liant à la section « Notes et références ».
Pour les articles homonymes, voir Donaghy.
Siobhán Emma Donaghy (née le 14 juin 1984 à Londres) est une chanteuse anglaise, membre fondatrice du groupe Sugababes. Elle décide de quitter le groupe en 2001, avant de le réintégrer en 2013.
Elle a sorti deux albums solo salués par la critique, Revolution In Me en 2003, puis Ghosts (en) en 2007. Ses influences principales sont The Cocteau Twins, Kate Bush et Annie Lennox.

## Discographie

### Avec Sugababes
| Année | Titre                               |
| ----- | ----------------------------------- |
| 2000  | One Touch                           |
| 2006  | Overloaded : The Singles Collection |
| 2011  | The Best of the Bs                  |
| 2019  | Essential                           |
| 2022  | The Lost Tapes                      |

### En solo
| Année | Titre            |
| ----- | ---------------- |
| 2003  | Revolution In Me |
| 2007  | Ghosts           |